# Periplakin
Periplakin‏ (Periplakin) هوَ بروتين يُشَفر بواسطة جين Periplakin في الإنسان.